# Barycz (Dolnoslezské vojvodství)
Barycz (česky Baryč) je polská ves nacházející se v Javorském okrese v Dolnoslezském vojvodství. Patří k historickému regionu Dolního Slezska.

## Historie
Dne 6. února 1281 zde došlo k setkání knížat Jindřicha IV. Vratislavského, Jindřicha III. Hlohovského, Jindřicha V. Lehnického a Přemysla II. Velkopolského. Jindřich IV. Vratislavský dal ostatní knížata zajmout a uvěznil je ve Vratislavi, aby si vynutil příhodné podmínky pro svou snahu získat polskou korunu.